# Burt Styler
Burt Malcolm Styler (20 de febrero de 1925 – 13 de junio de 2011) fue un guionista y productor de cine y televisión estadounidense. Entre sus trabajos figuran la comedia de Bob Hope Boy, Did I Get a Wrong Number! y populares series para televisión como The Life of Riley, My Favorite Martian, Mayberry R.F.D., Gilligan's Island, McHale's Navy, Chico and The Man, M*A*S*H, The Carol Burnett Show y Too Close For Comfort. Escribió los guiones de la popular sitcom de la CBS All in the Family, por el que ganó el Premio Emmy en 1972 por su trabajo en el episodio "Edith's Problem". Styler murió de un ataque al corazón el 13 de junio de 2011 en la Providence Tarzana Medical Center.